# شهرستان رودان
شهرستان رودان یکی از شهرستان‌های استان هرمزگان ایران است. مرکز این شهرستان، شهر رودان (دهبارز) است.
این شهرستان در تاریخ ۹ اسفند ۱۳۶۸ از شهرستان میناب جدا شد و مستقل گردید.

## موقعیت
شهرستان رودان که در شرق هرمزگان قرار گرفته، از شمال به فاریاب، از شمال‌شرقی به کهنوج، از شمال غربی به حاجی‌آباد، از شرق به منوجان، از جنوب و جنوب غربی به میناب و از غرب به بندرعباس محدود می‌شود.

## موقعیت جغرافیایی
رودان با مساحتی حدود ۳۰۴۴٫۵ کیلومترمربع، در فاصله ۱۰۰ کیلومتری بندرعباس قراردارد. شهر رودان مرکز این شهرستان در ۲۷ درجه و ۲۷ دقیقه عرض شمالی و ۵۷ درجه و ۱۱ دقیقه طول شرقی واقع شده و ارتفاع آن از سطح دریا حدود ۱۹۰ متر است.
رودان در قدیم به نام «رودکان» معروف بوده و وجه تسمیه آن، وجود رودخانه‌های متعدد و پرآب در گذشته بود. آب و هوای این منطقه گرم و خشک است و زمستانی معتدل و تابستانی گرم دارد.

## عوارض طبیعی
شهرستان رودان از نظر توپوگرافی و عوارض جغرافیایی از دو قسمت جلگه‌ای و کوهستانی تشکیل شده است. قسمت جلگه‌ای و هموار که بیشتر مناطق مرکزی و جنوبی را در بر می‌گیرد. اراضی این منطقه غالباً مسطح و بین ۱۵۰ تا ۷۰۰ متر از سطح دریا ارتفاع دارند. رودهای جغین و رودان شعبات اصلی رودخانه میناب از مرکز رودان گذشته و اراضی جلگه و دشت را آبیاری و بسترهای رسوبی و آبرفتی زیادی را ایجاد نموده که موجب گسترش کشاورزی منطقه شده است. ناحیه کوهستانی با ارتفاعات قابل توجه در شمال و غرب و شرق که همانند دیواری شهرستان را احاطه کرده است. بلندی‌های این ناحیه دنباله کوه‌های فارس جنوبی و کوه‌های پراکنده مرکزی است.

## اقلیم
شهرستان رودان دارای اقلیم بسیار گرم و خشک است، به همین دلیل میانگین درجه حرارت سالیانه در این شهرستان، بالاترین درجه را در سطح شهرستان‌های استان نشان می‌دهد. به دلیل خشکی هوا، میزان رطوبت نسبی این شهرستان در بین سایر شهرستان‌ها کمترین درصد را داراست میانگین بارش سالانه در این شهرستان ۲۵۰ میلی‌متر و متوسط دمای آن از ۲۷ تا ۲۸ درجه سانتی‌گراد در تغییر است.

## گردشگاه‌های رودان

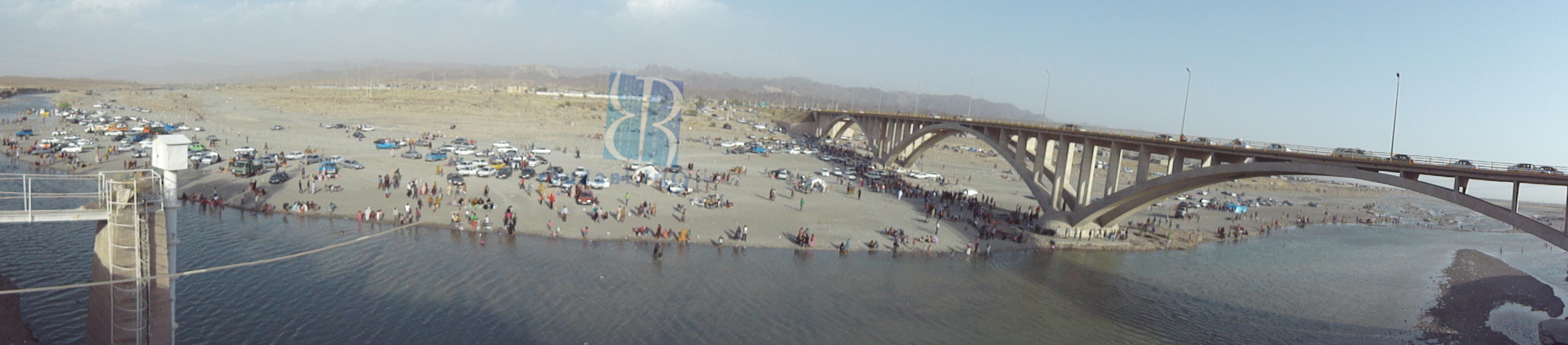
سراسر نمای پل آبنما